# Operation Coalscuttle
Operation Coalscuttle (deutsch: Operation Kohlenschütte) war der Codename für eine Maßnahme der Militärverwaltung in der britischen Besatzungszone nach dem Zweiten Weltkrieg, bei der Tausende von deutschen Kriegsgefangenen zwischen Juli und September 1945 freigelassen wurden, um im Steinkohlenbergbau des Ruhrgebietes zu arbeiten.

## Hintergrund
Nach der bedingungslosen Kapitulation der deutschen Wehrmacht und der Freilassung von ehemaligen Zwangsarbeitern bestand die Gefahr der Mangelversorgung mit Steinkohle infolge von Personalmangel im Steinkohlenbergbau. Die Militärverwaltung rechnete mit einem Defizit an Bergleuten in der Größenordnung von fast 200.000 Menschen. Um dieser Entwicklung vorzubeugen, wurde im Hauptquartier der 21st Army Group ein Plan für Auflösung deutscher Streitkräfte zugunsten des Bergbaus nach dem Muster der Operation Barleycorn entwickelt. Die Maßnahme wurde unter dem Decknamen Operation Coalscuttle bekannt.

## Ergebnis
Im Rahmen der Operation wurden zwischen Juli und September 1945 fast 180.000 Personen aus dem Militärdienst entlassen.